# Brusselse metrolijn 2
De Brusselse Metrolijn 2 is de ringlijn van het netwerk. De lijn loopt tussen Simonis en Elisabeth, in wezen twee verschillende verdiepingen van hetzelfde stationscomplex. De lijn heeft een lengte van 10,4 km en telt 19 stations, 18 als men Simonis en Elisabeth als hetzelfde station beschouwt. Zijn gehele traject deelt lijn 2 met metrolijn 6.

## Geschiedenis

### Plannen 1969 en 1975

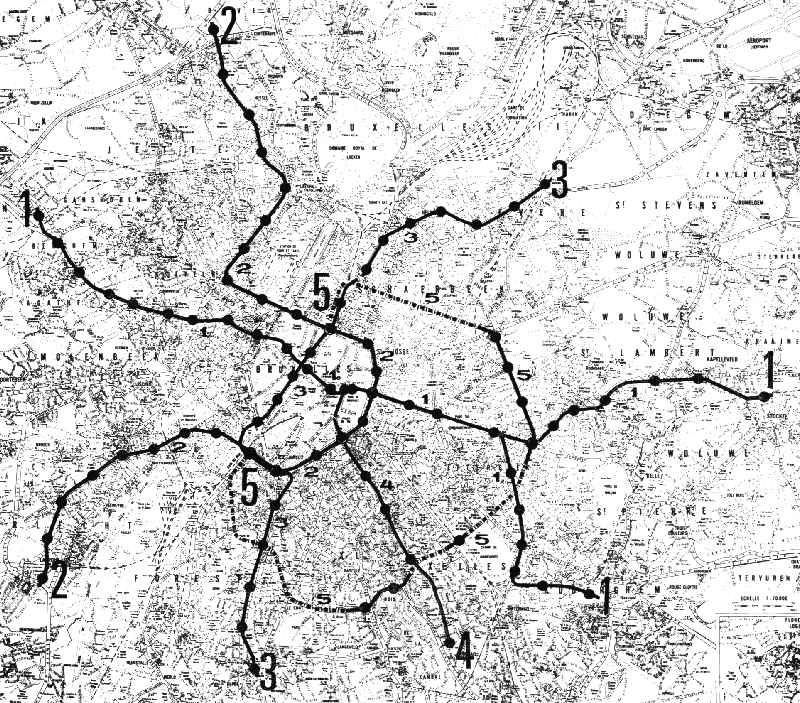
Kaart van het netwerk zoals het in 1969 was voorzien

In de oorspronkelijke plannen uit 1969 was een lijn 2 voorzien die voor een groot deel hetzelfde trace als de huidige lijn volgde. Komende van de Heizel zou deze lijn bij station Simonis naar links draaien richting Rogier en Madou om zo de kleine ring te volgen tot het Zuidstation. Na het Zuidstation zou de lijn echter afbuigen naar het westen en zuidwesten, doorheen Kuregem naar het centrum van Anderlecht. De lijn zou eindigen in de buurt van het CERIA-site.
In de plannen van 1975 werden de plannen van 1969 nog verder uitgebreid, rekening houdend met de actuele groei van de stad. Lijn 2 uit 1969 werd beperkt tot station Sint-Guido. De tak naar Anderlecht en CERIA zou overgenomen worden door een aftakking van lijn 1: lijn 1B, momenteel metrolijn 5. Bij de bouw van station Sint-Guido werd er al effectief rekening gehouden met een lijn 2 vanuit het Zuidstation die in Sint-Guido zijn eindstation zou hebben. Tussen 1975 en 1982 werden de plannen voor lijn 2 echter nog gewijzigd. De bocht nabij Simonis verdween en lijn 2 werd de b-vormige lijn die in 2009 uiteindelijk ook effectief voltooid werd.

### Aanleg

#### Ringlijn
Net als lijn 1/lijn 5 is deze ontstaan door de ombouw van tramtunnels (premetro). De premetrolijn onder de ring om het centrum opende in 1970 tussen Madou en Naamsepoort. In 1974 werd de tunnel verlengd tot het Rogierplein en in 1985 kwam het traject van de Naamsepoort tot het Louizaplein in gebruik. Onder het Simonisplein in Koekelberg opende in 1986 een korte tramtunnel met één station. Aan het einde van de jaren 1980 bouwde men de tunnels om tot volwaardige metrolijn; tegelijkertijd werd de lijn aan beide uiteinden verlengd. Op 2 oktober 1988 kwam lijn 2 in gebruik op het traject Simonis (later hernoemd tot 'Elisabeth') - Zuidstation. De verlenging van het Zuidstation naar Clemenceau volgde op 18 juni 1993 en op 4 september 2006 werd het toenmalige eindpunt Delacroix bereikt.

#### Noordwestelijke antenne
Lijn 1A bereikte station Bockstael op 6 oktober 1982. De noordwestelijke verlenging naar Heizel volgde op 10 mei 1985. Op 25 augustus 1998 kwam in het noordwesten een 400 meter lange verlenging gereed van Heizel naar het huidige eindpunt Koning Boudewijn. Het voorheen bovengronds gelegen eindstation Heizel werd hierbij ondergronds gebracht, een kort gedeelte voor het station bevindt zich evenwel nog altijd boven de grond.

#### Afwerking van lijn 2
Begin 2009 werd de lijn verlengd van Delacroix naar het Weststation op lijn 1B. Op 4 april 2009 werd een geherstructureerd metronet in dienst genomen, waarbij lijn 2 via het traject van de voormalige lijn 1A werd verlengd tot Simonis. Een echte ringlijn is lijn 2 evenwel niet geworden daar Elisabeth en Simonis, niettegenstaande dit slechts verschillende kokers van hetzelfde stationscomplex zijn, zich op verschillende niveaus bevinden en doorgaand verkeer tussen beide niet mogelijk is. Aan het gehele traject van de in 1975 voorziene en nu afgewerkte lijn 2, werd een nieuw nummer toegekend: lijn 6. De huidige metrolijn 2 functioneert als versterkingsdienst van de langere b-vormige lijn 6 (Elisabeth - Koning Boudewijn).
Onder het Zuidstation stopt de lijn op twee naar richting gescheiden niveaus en bestaat tevens een cross-platform-overstap (in gelijke richting) op de trams van de premetro-noord-zuidas. Vervolgens wordt vanaf het Zuidstation tot het eindpunt Simonis links gereden.
Tussen de stations Ribaucourt en IJzer bevindt zich het spookstation Sainctelette, dat nooit geopend werd vanwege zijn te geringe afstand tot de aangrenzende stations.

## Galerij

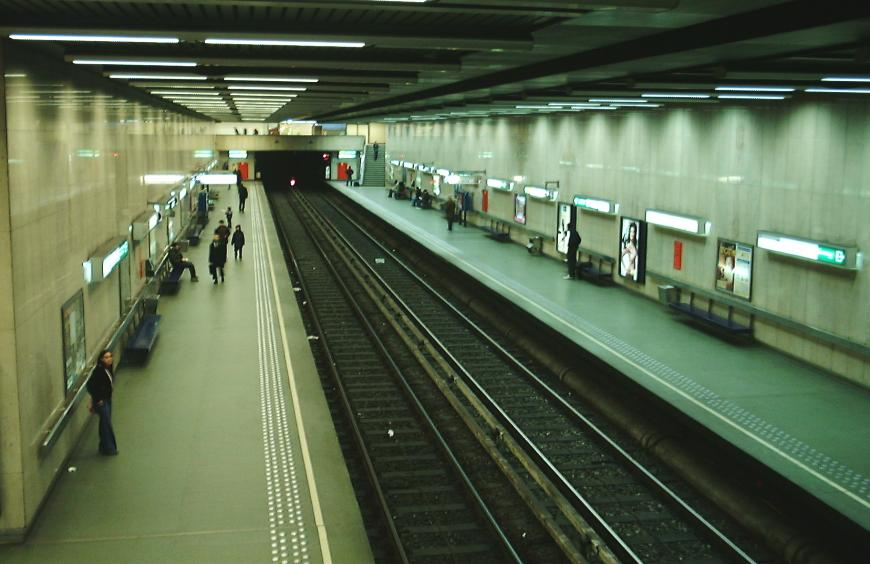
Troon
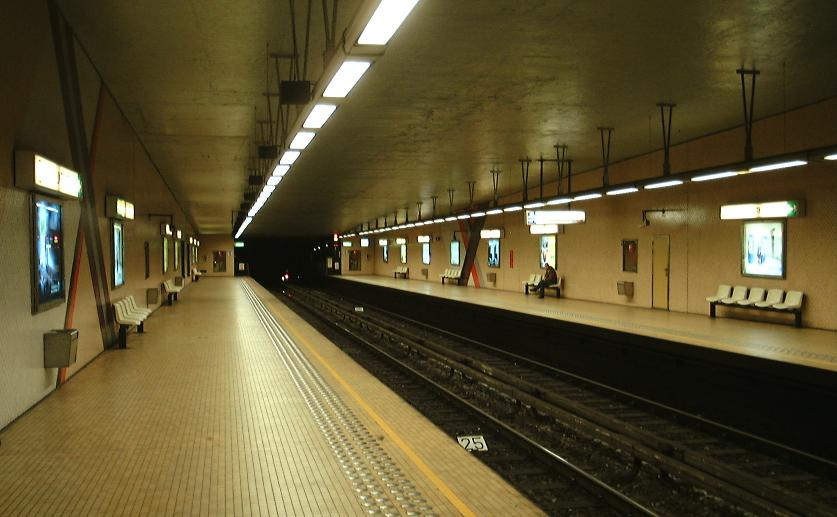
Munthof
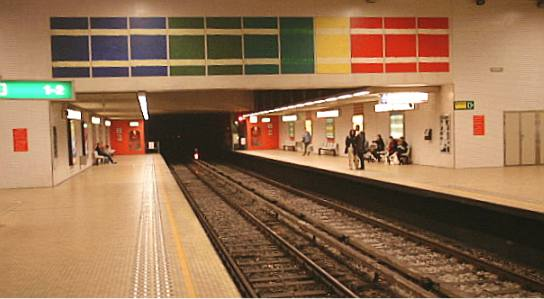
Hallepoort
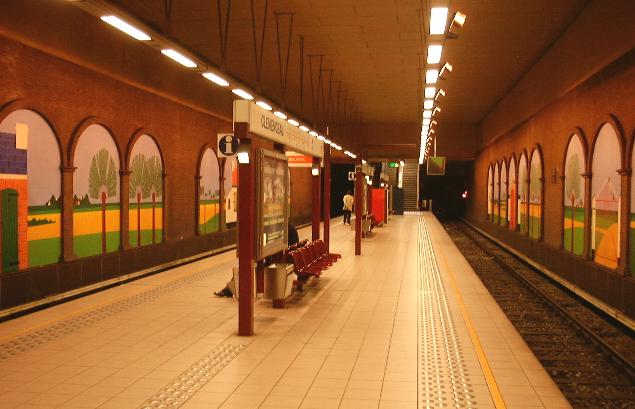
Clemenceau
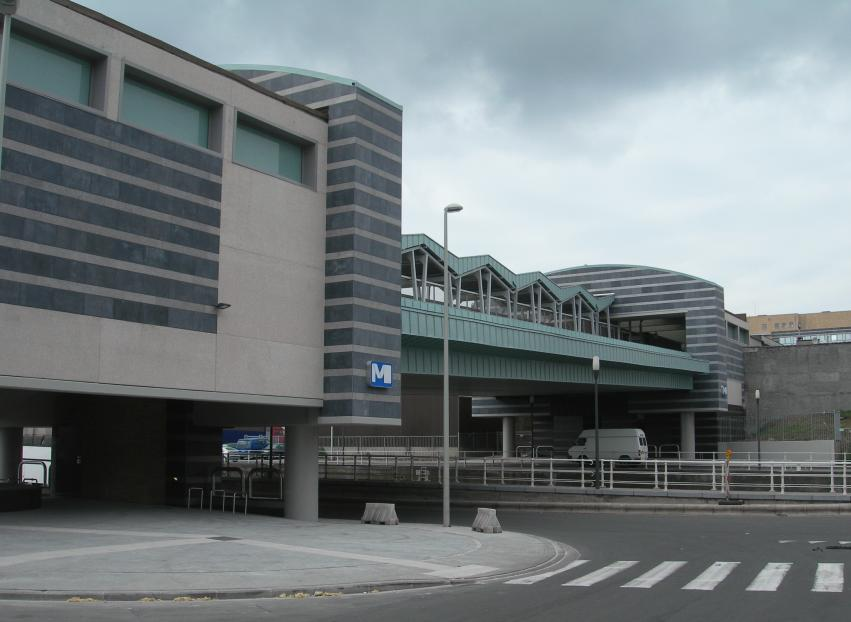
Delacroix

## Lijntraject
Elisabeth · 
Ribaucourt · 
(Sainctelette) · 
IJzer · 
Rogier · 
Kruidtuin · 
Madou · 
Kunst-Wet · 
Troon · 
Naamsepoort · 
Louiza · 
Munthof · 
Hallepoort · 
Zuidstation · 
Clemenceau · 
Delacroix · 
Weststation ·
Beekkant · 
Ossegem · 
Simonis